# Холи-Айленд (Ирландия)
Холи-Айленд (ирл. Inis Cealtra, англ. Holy Island) — остров в ирландском графстве Клэр, на озере Лох-Дерг, неподалёку от Маунтшаннона, на котором находятся остатки монастырского поселения, являющиеся одним из кандидатов во включение в Список всемирного наследия ЮНЕСКО от Ирландии.

## История
В VII веке здесь основал монастырь святой Каймин (St Caimin); монастырь был сожжён викингами в 836 и 922 годах. Аббатом на этом острове некогда был брат Бриана Бору. На 50 акрах острова расположено 5 церквей, раннехристианские монастырские кельи, кладбище (ни одно из 80 захоронений которого не помечено позднее, чем XII веком) и круглая ирландская башня.
До 1849 года остров относился к графству Клэр, с 1848 по 1899 год — к графству Голуэй, и после Local Government Act, снова стал относиться к Клэру.